# Biblioteca Tornquist
La Biblioteca Tornquist, es una biblioteca especializada perteneciente al Banco Central de la República Argentina (BCRA) y forma parte de las Bibliotecas BCRA. Está compuesta por una de las más importantes y valiosas colecciones especializadas en historia económica argentina, con más de 36 000 títulos entre libros, folletos, diarios y publicaciones periódicas. La colección es cerrada, de acceso libre y gratuito.

## Historia

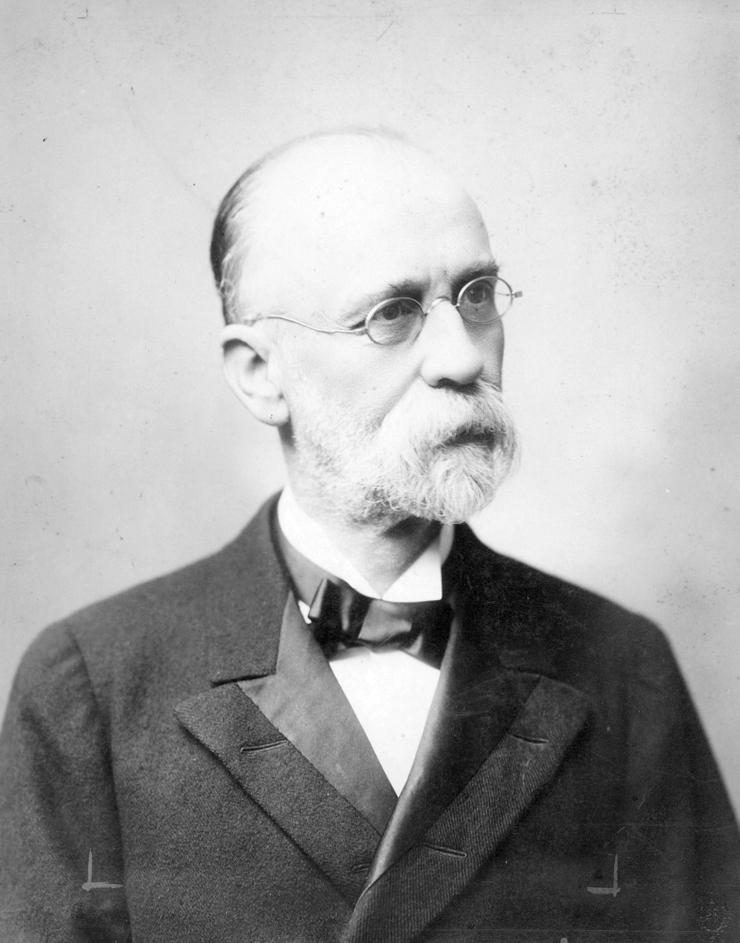
Ernesto A. Tornquist

La Biblioteca Tornquist fue fundada en 1916 por Carlos A. Tornquist, director y principal accionista de Ernesto Tornquist y Cía., una empresa argentina que tuvo importancia en la vida económica y financiera del país. Sus inicios se basan en la biblioteca personal de su padre, Ernesto Tornquist. Desde el inicio, la Biblioteca se especializó sobre temas económicos, banca, finanzas, industria, agricultura, ganadería, petróleo, etc. Entre 1916 y 1940, se adquirió regularmente importantes cantidades de libros, folletos y publicaciones periódicas nacionales y extranjeras. El valor histórico y la abundancia de materiales del acervo son producto, en gran medida, de la amplitud de conexiones e intereses de la firma Ernesto Tornquist y Cía. y de su papel singular en el desarrollo de la industria nacional desde fines del siglo XIX. Asimismo la riqueza de su colección en áreas como la industria azucarera, las finanzas nacionales, la agricultura, la colonización están vinculadas con la incidencia de la empresa en esos campos.
Funcionó dentro de la empresa familiar, para consulta de usuarios internos y público en general hasta 1975, cuando fue ofrecida en donación al Banco Central de la República Argentina. En ese momento, el presidente del Banco Tornquist & Co. Ltda., Héctor F. D. Capozzolo, comunicó a las autoridades del BCRA la decisión de la Asamblea de Accionistas que aceptó por unanimidad la donación en la reunión del 25 de julio de 1975.
El 20 de agosto de 1975, el Directorio del BCRA decidió:
“1°. - Aceptar la donación al Banco Central de la República Argentina de la Biblioteca Tornquist, efectuada por la S.A. Financiera Ernesto Tornquist & Cía. Ltda., en las condiciones en que la misma ha sido ofrecida”.
“2°. - Comunicar a la entidad lo resuelto por el punto precedente y agradecerle el significativo aporte que para el Banco Central de la República Argentina representa la incorporación de tan importante colección”.

### Acta de Directorio y Resolución N.° 585/75
Las principales condiciones (o cargos) establecidos en dicha donación fueron:
- I. Que se mantenga la unidad del fondo bajo el nombre de Biblioteca Tornquist, no permitiéndose la transferencia o venta de los volúmenes que integran la universalidad de hecho.
- II. Que el acceso al público sea amplio y libre.
- III. Que se preste preferente atención al mantenimiento y conservación de los volúmenes que la integran.
- IV. Que, en lo posible, se utilicen métodos de microfilmación para reproducir aquellas colecciones de periódicos y revistas de interés.

El Directorio del BCRA estaba compuesto por Emilio Mondelli, presidente; Eduardo A. Zalduendo, vicepresidente, y por Roberto Ares, Florencio Carranza, Julio Fernández Mendy, Rodolfo P.S. Carello, Angel J. Miel Azquia, Emilio Moreta y Luis Sibecas.
Al principio, la biblioteca se instaló en una sede de Entre Ríos 1082, hasta que en 1989 se trasladó a su actual sede de San Martín 275, de la Ciudad Autónoma de Buenos Aires. La cercanía con la Biblioteca Dr. Raúl Prebisch permitió el manejo eficiente y la unificación administrativa de ambas bibliotecas.

## Colecciones
El acervo de la Biblioteca Tornquist, está compuesto por 35 842 libros y monografías, 1155 títulos de publicaciones periódicas, que abarcan el período de 1820 hasta 1975, y documentos manuscritos de personalidades de la historia argentina. Desde su traspaso al Banco Central, se realizaron adquisiciones para completar sus colecciones.
Desde 2019 está disponible el catálogo en línea de las Bibliotecas BCRA, a través del cual se puede consultar y localizar los materiales que forman parte de su fondo bibliográfico. Bajo el software de gestión de bibliotecas Koha, se ofrece el acceso a las colecciones.
Algunas de sus publicaciones periódicas destacadas son: La Prensa (1887-1974), La Nación (1887-1975), Revista de la Unión Industrial Argentina (1887-1970), The Review of the River Plate (1891-1975), Buenos Aires Handels Zeitung (1891-1924), Monitor de Sociedades Anónimas (1903-1948) o La Gaceta Mercantil (1825-1852).

### Colección Estanislao Zeballos
La Colección Estanislao Zeballos, adquirida por Ernesto Tornquist y Cía. en agosto de 1930, incluye títulos como: Archivo Colonial del Paraguay (1536-1809); Descripción amena de la República Argentina (1881;1888); Exploración de la costa oriental de la Patagonia bajo los auspicios del Gobierno Nacional (1880); Gran Guía general comercial de la República Argentina: estadística, agricultura, administración, etc. (1878-1879); Álbum histórico-biográfico artístico-literario: mayo (1810-1910); Noticias históricas sobre el desarrollo de la enseñanza pública superior en Buenos Aires desde 1767 hasta 1821.

### Cartas manuscritas
Dentro de la colección se encuentra, correspondencia personal de Ernesto Tornquist con Carlos Pellegrini que corresponden al período 1898-1903. También se destaca la correspondencia con Julio A. Rocca del período 1886-1901.